# Éthuse
Pour les articles homonymes, voir Aethusa.

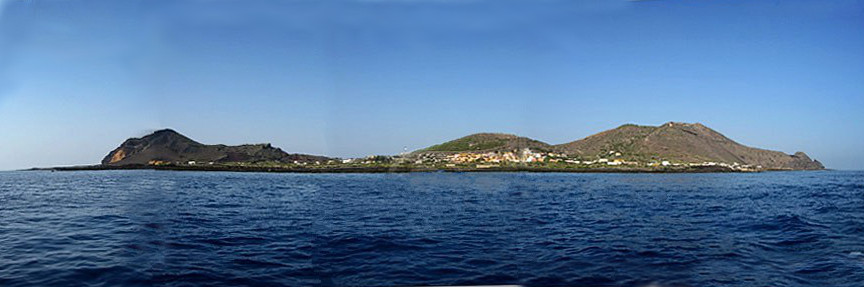
Linosa

Dans la mythologie grecque, Éthuse ou Aethusa (grec ancien : Αἵθουσα) était une fille de Poséidon et de la Pléiade Alcyone, fille d'Atlas.
Selon l'Histoire Naturelle de Pline, Aethusa est également le nom de l'île italienne éponyme qui s'appelle aujourd'hui Linosa, l'une des trois îles Pélages, et donc le nom de sa personnification.

## Étymologie
Le nom Éthuse est une adaptation française d'Aethusa, qui est lui-même originellement la translittération en latin du grec αἵθουσα / aíthousa (« ciguë »), apparenté à αἴθω / aíthō (« enflammer »).

## Famille

### Ascendance
Éthuse est la fille de Poséidon et de la Pléiade Alcyone,,. Cela fait des souverains des titans, Rhéa et Cronos, ses grands-parents paternels et du titan Atlas et de l'Océanide Pléioné ses grands-parents maternels.

### Descendance
Éthuse était aimée d'Apollon et enfanta de lui Eleuther (es), et Linos. Par l'un ou l'autre de ces deux derniers, Éthuse devint la grand-mère de Pierus (en), père d'Œagre, lui-même père du musicien Orphée. En raison de ce fait généalogique, elle était généralement identifiée comme Thrace.